# Jean-Marie Amani
Jean-Marie Landry Asmin Amani (Achiékoi, 15 aprile 1989) è un ex calciatore ivoriano, di ruolo centrocampista.

## Carriera
In carriera ha giocato 7 partite di qualificazione per l'Europa League, tutte con lo Zimbru Chișinău.

## Palmarès

### Club

#### Competizioni nazionali
- Coppa di Moldavia: 1

Zimbru Chișinău: 2013-2014
- Supercoppa di Moldavia: 1

Zimbru Chișinău: 2014